# Francisco Xarrié
Francisco Xarrié (Barcelona, 1792-Barcelona, 1866) fue un teólogo y profesor español.

## Biografía
Nacido el 21 de diciembre de 1792 en Barcelona, ingresó en la orden de Padres Dominicos y se ordenó de presbítero en 1817. Estudió humanidades, filosofía y teología, y recibió el título de doctor. Desempeñó una cátedra en la Universidad de Cervera, y fue examinador sinodal del obispado de Barcelona. En 1835 pasó a Italia, y obtuvo allí el título de presentado en Sagrada Teología, el de maestro en la misma Facultad y el de regente de estudios del convento de Santa María supra Minervam, de Roma. Algún tiempo después regresó á Barcelona y fundó el colegio de Santo Tomás de Aquino. Falleció en 1866, el día 12 de septiembre, en su ciudad natal.
Escribió la obra Teología tomística y Refutación de los errores modernos. En colaboración con Narciso Puig publicó la obra Institutiones Theologiae justa mentem Divi Thomae. Predicó varios sermones y algunos de ellos fueron impresos.